# Martin Donovan
Martin Donovan (n Martin Paul Smith, n. 19 august 1957, Reseda⁠(d), California, SUA) este un actor american.
A apărut în multe filme celebre, cum ar fi Malcolm X, RFK, Sabotage sau Omul-furnică. Acesta a mai apărut în 2 filme ale celebrului regizor Christopher Nolan: Insomnia, respectiv Tenet.

## Filmografie
| An         | Titlu                                      | Rol                    | Note |
| ---------- | ------------------------------------------ | ---------------------- | --- |
| 1985       | Hard Choices                               | Josh                   | |
| 1987       | At Mother's Request                        | Det. Rogen             | film TV |
| 1990       | Trust                                      | Matthew Slaughter      | |
| 1991       | Surviving Desire                           | Jude                   | |
| 1992       | Malcolm X                                  | FBI Agent              | alt titlu X (SUA) |
| 1992       | Simple Men                                 | Martin                 | alt titlu Uomini semplici (Italia) |
| 1993       | Quick                                      | Herschel Brewer        | alt titlu Crossfire (UK) |
| 1993       | Scam                                       | Gordon Wexler          | film TV |
| 1993       | South Beach                                | Spencer Robinson       | serial TV Episodul: "School for Scandal" |
| 1993       | The Adventures of Pete & Pete              |                        | serial TV Episoadele: "Apocalypse Pete" și "Space, Geeks, and Johnny Unitas"                                                                        |
| 1994       | The Rook                                   | John Abbott            | |
| 1994       | Nadja                                      | Jim                    | |
| 1994       | Amateur                                    | Thomas Ludens          | |
| 1995       | Flirt                                      | Walter                 | |
| 1996       | The Portrait of A Lady                     | Ralph Touchett         | National Society of Film Critics Award for Best Supporting Actor Nominalizare—New York Film Critics Circle Award for Best Supporting Actor(locul 2) |
| 1996       | Hollow Reed                                | Martyn Wyatt           | |
| 1997       | Night Sins                                 | Paul Garrison          | film TV |
| 1998       | Rescuers: Stories of Courage - Two Couples | Aart Vos               | film TV Segment: "Aart and Johtje Vos" |
| 1998       | When Trumpets Fade                         | Capt. Roy Pritchett    | |
| 1998       | The Opposite of Sex                        | Bill Truitt            | |
| 1998       | Heaven                                     | Robert Marling         | |
| 1998       | Living Out Loud                            | Robert Nelson          | |
| 1998       | The Book of Life                           | Jesus Christ           | |
| 1998       | Spanish Fly                                | Carl                   | |
| 1999       | In a Savage Land                           | Dr. Phillip Spence     | |
| 1999       | The Hunt for the Unicorn Killer            | Richard DiBenedetto    | film TV |
| 1999       | Onegin                                     | Prince Nikitin         | |
| 2000       | Desire                                     |                        | |
| 2000       | The Great Gatsby                           | Tom Buchanan           | film TV |
| 2000       | Custody of the Heart                       | Dennis Raphael         | film TV |
| 2000       | Wonderland                                 | Dr. Neil Harrison      | 8 episoade |
| 2001       | Amy and Isabelle                           | Peter Robertson        | film TV |
| 2001       | Pasadena                                   | Will McAllister        | 13 episoade |
| 2002       | Pasadena                                   |                        | |
| Insomnia   | Detective Hap Eckhart                      |                        | |
| Pipe Dream | David Kulovic                              |                        | |
| RFK        | John F. Kennedy                            | film TV                | |
| 2003       | The United States of Leland                | Harry Pollard          | |
| 2003       | Agent Cody Banks                           | Dr. Connors            | |
| 2003       | Law & Order: Special Victims Unit          | Dr. Archibald Newlands | serial TV Episodul: "Serendipity" |
| 2003       | CSI: Crime Scene Investigation             | Howard Delhomme        | serial TV Episodul: "After the Show" |
| 2004       | The Pornographer: A Love Story             |                        | |
| 2004       | Saved!                                     | Pastor Skip            | |
| 2004       | Traffic                                    | Brent Delaney          | TV miniseries |
| 2004       | Dark Shadows                               | Roger Collins          | Unaired TV pilot |
| 2004       | White Like Me                              | Gus                    | |
| 2005       | At Last                                    | Mark Singleton         | |
| 2005       | The Quiet                                  | Paul Deer              | |
| 2005       | Weeds                                      | Peter Scottson         | 14 episoade Nominalizare—Screen Actors Guild Award for Outstanding Performance by an Ensemble in a Comedy Series (2005)                             |
| 2006       | The Visitation                             | Travis Jordan          | |
| 2006       | The Garage                                 | Adult Matt             | |
| 2006       | The Sentinel                               | William Montrose       | |
| 2006       | Day on Fire                                | Walter Evering         | |
| 2006       | Law & Order                                | Robert White           | serial TV Episodul: "Cost of Capital" |
| 2007       | The Dead Zone                              | Malcolm Janus          | 6 episoade |
| 2007       | Masters of Horror                          | Cliff Addison          | serial TV Episodul: "Right to Die" |
| 2007       | Wind Chill                                 | Highway Patrolman      | |
| 2007       | Ghost Whisperer                            | Tom Gordon             | 4 episoade |
| 2008       | The Alphabet Killer                        | Jim Walsh              | |
| 2009       | The Haunting in Connecticut                | Peter Campbell         | |
| 2009       | Duress                                     | Richard Barnet         | |
| 2010       | Unnatural History                          | Bryan Bartlett         | |
| 2010       | Shadows and Lies                           | Victor                 | |
| 2010       | Unthinkable                                | Jack Saunders          | |
| 2011       | Collaborator                               | Robert Longfellow      | Scenariul și regia: Martin Donovan Karlovy Vary International Film Festival: FIPRESCI Prize                                                         |
| 2011       | Boss                                       | Ezra Stone             | 10 episoade |
| 2012       | Silent Hill: Revelation 3D                 | Douglas Cartland       | |
| 2012       | The Firm                                   | Kevin Stack            | Rol secundar |
| 2012       | The Reluctant Fundamentalist               | Ludlow Cooper          | |
| 2013       | Rogue                                      | Richard Campbell       | serial TV |
| 2013       | Homeland                                   | Leland Bennett         | 3 episoade |
| 2014       | Sabotage                                   | Floyd Demel            | |
| 2014       | Ned Rifle                                  | Rev. Daniel Gardner    | |
| 2014       | Inherent Vice                              | Crocker Fenway         | |
| 2015       | Ant-Man                                    | Mitchell Carson        | |
| 2016       | Legends of Tomorrow                        | Zaman Druce            | Recurring role 4 episoade |
| 2017       | Rememory                                   | Gordon Dunn            | |
| 2017       | Indian Horse                               | Jack Lanahan           | |
| 2017       | Lethal Weapon                              | Grant Davenport        | serial TV Episodul: "Wreck the Halls" |
| 2019       | Big Little Lies                            | Martin Howard          | 3 episoade |
| 2019       | The Art of Racing in the Rain              | Maxwell                | |
| 2019       | White Lie                                  | Doug Arneson           | |
| 2019       | Come to Daddy                              | Ant Timpson            | |
| 2020       | Dead Still                                 | Bushrod Whacker        | serial TV |
| 2020       | Tenet                                      | Fay                    | |
| 2020       | Percy                                      | Rick Aarons            | |
| 2021       | Redemption Day                             | Tom Fitzgerald         | |
| 2021       | Firefly Lane                               | Wilson King            | 2 episoade |
| 2021       | Crisis                                     | Lawrence Morgan        | |
| 2022       | Archive 81                                 | Virgil Davenport       | serial TV; 8 episoade |